# Nightmare (七級煉獄專輯)
《Nightmare》是美國金屬樂團七級煉獄的第五張錄音室專輯，由華納兄弟唱片公司於2010年7月27日發行，製作人是Mike Elizondo，而混音工程則是由知名混音師Andy Wallace於紐約執行。
因鼓手The Rev於2009年過世，此專輯是第一張The Rev沒有參與製作的專輯，但他在生前曾為此張專輯寫了幾首歌，所以這也是最後一張收錄他創作的專輯，也因為這個原因，他的歌聲特別留在此專輯中，以示紀念。
而Mike Portnoy，夢劇場的前任鼓手，參與專輯錄製與巡迴演出直到2010年結束。
這張專輯獲得美國唱片業協會的銷售金認證。

## 專輯製作
在2009年年底，A7X開始著手進行下一張專輯的製作，整個2009年年底，樂團都忙於專輯的製作工作直到鼓手的逝世。
2009年12月28日，鼓手The Rev（本名James Owen Sullivan），被發現陳屍在家中，這件事迫使整個樂團對專輯的製作暫停一段時間
，後來Dream Theater的鼓手Mike Portnoy同意幫助樂團完成錄製鼓的部分：
|  | 就算在正常情況下，我也願以以任何方式來協助他們，因為我認為Avenged Sevenfold是一個很棒的樂團；但在這種令人難以置信的悲傷的狀況下，我必須說，我很榮幸被請求和他們一起工作，我甚至不用多想幾次再答應。（中略）他們真的像是一家人，當他們失去了他們的兄弟，跟他們合作是一種難以言喻的的情感體驗。但他們卻張開雙手歡迎我加入他們這個家庭，和他們一起製作專輯真的令人興奮，我以對Jimmy（The Rev的小名）最大的尊敬之意來參與這張專輯的製作，我盡量將他為了新專輯所寫的鼓點和他想錄製的樣子呈現出來。（中略）雖然我希望能找到與Avenged Sevenfold永久合作的更大可能性，但我在2011年的同時必須恢復我在Dream Theater的工作並錄製我們的新專輯，但我至少會跟Avenged Sevenfold的兄弟們在2010年的巡迴演出中合作，我希望這能給他們時間回復他們的傷痛，並且在回來的時候能感到比較好。 |

幾個月後，關於專輯的消息愈趨明朗；2010年4月17日，吉他手Zacky Vegeance在官方的Twitter上發布消息：「專輯已錄音完成，在凌晨四點開車回家時聽著這張專輯是種難以言喻的感覺。」 
Bass手Johnny Chris則在Ultimate Guitar網站的專訪中聲明：
|  | 我們決定要將這張專輯製作成一張概念輯，一張具有黑暗概念的專輯，就像The Wall or Operation: Mindcrime（德國樂團Queensrÿche的專輯）這張專輯一樣，而同時我們也想將這張專輯的吉他編曲做得跟我們以前所做的一樣，讓它變得比平常還重。整個來說，這些曲子在創作出來時就已經合乎我們想要的黑暗音樂性；而歌詞上因為Jimmy的過世有了不同的轉變，這些歌詞，雖說不是全部，但幾乎都是環繞在他的殞命與他的人生。 |

M. Shadows與Synyster Gates在The Pulse of Radio的專訪上確切的表示，The Rev的聲音會特別出現在這張專輯中，根據樂團團員的說法，The Rev在他去世前留下了一些用在專輯的歌聲，而且幸運的是，聲音很清晰也很關鍵，在鼓與歌聲的音檔完整的情況下，這張專輯變成了整個樂團與他們的鼓手（指The Rev）一起製作的最後一張專輯。
他們同樣也在Hard Drive radio透漏了一些關於專輯的資訊：
|  | （略）這張新專輯，《Nightmare》，是獻給The Rev的回憶，雖說它不是完全的概念專輯，卻是以The Rev為中心。關於這專輯最奇怪的事情是，裡面收錄的一首原本名為"Death"的歌"Fiction"（這名字也是The Rev自己取的假名），這是The Rev為了這張專輯所寫的最後一首歌，當The Rev完成它並把它交出來後，他說：『就是它了，這是這張專輯的最後一首歌。』三天後，他從此離開了人世。 |

## 曲目表
| 標準版專輯 | 標準版專輯             | 標準版專輯 |
| 曲序       | 曲目                   | 时长       |
| ---------- | ---------------------- | ---------- |
| 1.         | Nightmare              | 6:14       |
| 2.         | Welcome to the Family  | 4:07       |
| 3.         | Danger Line            | 5:30       |
| 4.         | Buried Alive           | 6:43       |
| 5.         | Natural Born Killer    | 5:17       |
| 6.         | So Far Away            | 5:29       |
| 7.         | God Hate Us            | 5:19       |
| 8.         | Victim                 | 7:31       |
| 9.         | Tonight the World Dies | 4:43       |
| 10.        | Fiction                | 5:13       |
| 11.        | Save Me                | 10:56      |
| 总时长：   | 总时长：               | 66:47      |

| itunes豪華版專輯附贈曲目 | itunes豪華版專輯附贈曲目 | itunes豪華版專輯附贈曲目 |
| 曲序                     | 曲目                     | 时长                     |
| ------------------------ | ------------------------ | ------------------------ |
| 12.                      | Lost It All              | 3:57                     |
| 总时长：                 | 总时长：                 | 70:44                    |

| Nightmares限量書籍附贈曲目 | Nightmares限量書籍附贈曲目 | Nightmares限量書籍附贈曲目 |
| 曲序                       | 曲目                       | 时长                       |
| -------------------------- | -------------------------- | -------------------------- |
| 1.                         | Nightmare (Demo)           | 6:03                       |

| Nightmares限量書籍演奏版本曲目 | Nightmares限量書籍演奏版本曲目     | Nightmares限量書籍演奏版本曲目 |
| 曲序                           | 曲目                               | 时长                           |
| ------------------------------ | ---------------------------------- | ------------------------------ |
| 1.                             | Nightmare（演奏版本）              | 6:03                           |
| 2.                             | Welcome to the Family（演奏版本）  | 4:07                           |
| 3.                             | Danger Line（演奏版本）            | 5:29                           |
| 4.                             | Buried Alive（演奏版本）           | 6:46                           |
| 5.                             | Natural Born Killer（演奏版本）    | 5:17                           |
| 6.                             | So Far Away（演奏版本）            | 5:28                           |
| 7.                             | God Hate Us（演奏版本）            | 5:17                           |
| 8.                             | Victim（演奏版本）                 | 7:31                           |
| 9.                             | Tonight the World Dies（演奏版本） | 4:43                           |
| 10.                            | Fiction（演奏版本）                | 5:10                           |
| 11.                            | Save Me（演奏版本）                | 10:56                          |
| 总时长：                       | 总时长：                           | 66:47                          |

## 發行紀錄

### 各國發行日
| Region                              | Date          |
| ----------------------------------- | ------------- |
| Austria, Switzerland                | 2010年7月23日 |
| New Zealand, United Kingdom, Sweden | 2010年7月26日 |
| United States, Canada, France       | 2010年7月27日 |
| Malaysia, Japan                     | 2010年7月28日 |
| Australia                           | 2010年7月30日 |
| Italy, Spain                        | 2010年8月1日  |
| 台灣                                | 2010年8月17日 |
| Germany, Brazil                     | 2010年8月27日 |

## 參與製作人員
|}

## 外部連結
- 七級煉獄官方網站（页面存档备份，存于）
- 七級煉獄的MySpace主頁
- 七級煉獄的X（前Twitter）
- 華納兄弟唱片（页面存档备份，存于）